# Lepanthes thoerleae
Lepanthes thoerleae är en orkidéart som beskrevs av Carlyle August Luer. Lepanthes thoerleae ingår i släktet Lepanthes och familjen orkidéer. Inga underarter finns listade i Catalogue of Life.